# Punk Rock Festival
El Punk Rock Festival fue un festival de música punk que se llevó a cabo en Santiago de Chile durante cinco años, desde 2012 hasta 2016. A lo largo de sus cinco ediciones, el festival atrajo la atención de la comunidad punk, tanto a nivel nacional como internacional.
Este evento se caracterizó por presentar una variedad de bandas influyentes en el género punk. Entre las bandas que participaron en las diferentes ediciones se incluyen Misfits, The Exploited, Non Servium, 2 Minutos y Marky Ramone's Blitzkrieg.
Además de las actuaciones en vivo, el festival también sirvió como un punto de encuentro para la comunidad punk, donde los fanáticos del género pudieron interactuar y compartir su interés común. El Punk Rock Festival contribuyó a fortalecer la presencia del punk rock en América Latina y a posicionar a Santiago de Chile como un destino relevante para los músicos y seguidores del género en la región.

## Ediciones
| Punk Rock Festival  | Punk Rock Festival              | Punk Rock Festival |
| Fecha               | Lugar                           | Referencia         |
| ------------------- | ------------------------------- | ------------------ |
| 20 de mayo de 2012  | Court Central Estadio Nacional  | [ 1 ]              |
| 12 de mayo de 2013  | Club Hípico                     | [ 2 ]              |
| 19 de abril de 2014 | Pista Atlética Estadio Nacional | [ 3 ]              |
| 19 de abril de 2015 | Club Hípico                     | [ 4 ]              |
| 11 de junio de 2016 | Espacio Broadway                | [ 5 ]              |

### 2012
El domingo 20 de mayo del 2012, tuvo lugar la primera edición del festival, en la cual se presentaron un conjunto de bandas de la escena punk. Entre las actuaciones más esperadas, se encontraban las de 2 Minutos, Fiskales Ad-Hok, Loquero, BBS Paranoicos, Los Peores de Chile, Los Miserables y Sonora de Llegar.
La magnitud del interés y la afluencia de seguidores superó todas las expectativas, lo que llevó a un cambio significativo en la ubicación original del evento. Inicialmente programado para llevarse a cabo en el Teatro Caupolicán, el festival se trasladó al Court Central del Estadio Nacional debido a la alta demanda de entradas.
Junto con el cambio de recinto se anunció la incorporación de la banda Fiskales Ad-Hok al cartel. 
| 20 de mayo          |
| ------------------- |
| 2 Minutos           |
| Loquero             |
| Fiskales Ad-Hok     |
| BBS Paranoicos      |
| Los Peores de Chile |
| Los Miserables      |
| Sonora de Llegar    |

### 2013
El 12 de mayo de 2013 se llevó a cabo la segunda edición del Punk Rock Festival, que tuvo un éxito en ventas. Durante el evento de cinco horas en el Club Hípico, se presentaron bandas como 2 Minutos, Flema y Boom Boom Kid, representantes del punk argentino. Además, se contó con la participación de Fiskales Ad-Hok y Los Miserables, destacadas en el rock contestatario nacional, junto con Santiago Rebelde, pioneros del ska chileno.
| 12 de mayo       |
| ---------------- |
| 2 Minutos        |
| Flema            |
| Fiskales Ad-Hok  |
| Los Miserables   |
| Santiago Rebelde |
| Boom Boom Kid    |

### 2014
El 19 de abril de 2014, se llevó a cabo la tercera edición del Punk Rock Festival en la Pista Atlética del Estadio Nacional, comuna de Ñuñoa, Santiago. Entre los artistas destacados se encontraban Marky Ramone, ex baterista de Ramones, con su banda Marky Ramone's Blitzkrieg, que incluía a Michale Graves como vocalista, los californianos Voodoo Glow Skulls, Gatillazo, la banda de Evaristo, ex vocalista de La Polla Records (en ese entonces) desde España, 2 Minutos representando a Argentina, y diversas bandas chilenas, incluyendo Fiskales Ad-Hok, Los Peores de Chile, Curasbun y Sonora de Llegar.
| 19 de abril               |
| ------------------------- |
| Gatillazo                 |
| Marky Ramone's Blitzkrieg |
| Voodoo Glow Skulls        |
| 2 Minutos                 |
| Fiskales Ad-Hok           |
| Los Peores de Chile       |
| Curasbun                  |
| Sonora de Llegar          |

### 2015
El 19 de abril de 2015, se llevó a cabo el Punk Rock Festival en el Club Hípico. El evento contó con la participación de bandas destacadas en la escena punk de los años 80, como Dead Kennedys y The Adicts. También se presentaron El Último Ke Zierre, Ratos de Porão y Soziedad Alkoholika. 
| 19 de abril         |
| ------------------- |
| The Adicts          |
| Dead Kennedys       |
| El Último Ke Zierre |
| Ratos de Porão      |
| Soziedad Alkoholika |

### 2016
El Punk Rock Festival, inicialmente programado para llevarse a cabo el 30 de abril del 2016 en la Pista Atlética del Estadio Nacional, sufrió una suspensión por parte de la Intendencia Metropolitana, lo que llevó a la necesidad de encontrar una nueva locación para el evento. Finalmente, la producción del festival anunció a través de su página de Facebook que el evento se llevaría a cabo el 11 de junio en Espacio Broadway, marcando una reprogramación que generó expectación entre los seguidores del punk rock en la región.
En este último festival, se presentaron Misfits, Non Servium, Juantxo Skalari, 2 Minutos, Flema, Los Miserables, entre otros.
Tres días antes del festival, se dio a conocer una noticia importante relacionada con la programación de bandas. Los británicos The Exploited anunciaron su ausencia en el evento debido a razones médicas. Además, los españoles Envidia Kotxina también comunicaron la cancelación de su participación en el festival, citando discrepancias con lo acordado en el comunicado oficial.
| 11 de junio          |
| -------------------- |
| Misfits              |
| Non Servium          |
| Juantxo Skalari      |
| 2 Minutos            |
| Flema                |
| Los Miserables       |
| Los Peores de Chile  |
| Santiago Rebelde     |
| Sonora de Llegar     |
| Las Manos de Filippi |
| Los Revolucionarios  |
| Black Market Clash   |
| Los Mudos            |